# Championnat d'Écosse de football 1992-1993
Navigation
Édition précédente Édition suivante
La 96e édition du championnat d'Écosse de football est remportée par le Rangers Football Club. C’est son 43e titre de champion, son cinquième consécutif. Les Rangers l’emportent avec 9 points d’avance sur le Aberdeen FC. Le Celtic FC complète le podium.
Le système de promotion/relégation reprend ses droits: descente et montée automatique, sans matchs de barrage pour les deux derniers de première division et les deux premiers de deuxième division.  Falkirk FC
Airdrieonians descendent en deuxième division. Ils sont remplacés pour la saison 1993/94 par Raith Rovers et Kilmarnock FC.
Avec 34 buts marqués en 44 matchs,  Ally McCoist du Celtic Football Club remporte pour la troisième fois le titre de meilleur buteur du championnat.

## Les clubs de l'édition 1992-1993
| \| Aberdeen FC Glasgow · Celtic - Rangers-Partick Thistle Dundee · Dundee United-Dundee FC Édimbourg · Hibernian-Heart Motherwell FC Saint Johnstone Falkirk FC Airdrieonians \| Localisation des clubs engagés dans le championnat. |
| Aberdeen FC Glasgow · Celtic - Rangers-Partick Thistle Dundee · Dundee United-Dundee FC Édimbourg · Hibernian-Heart Motherwell FC Saint Johnstone Falkirk FC Airdrieonians                                                           |

| Club                              | Ville      |
| --------------------------------- | ---------- |
| Aberdeen Football Club            | Aberdeen   |
| Airdrieonians Football Club       | Airdrie    |
| Celtic Football Club              | Glasgow    |
| Dundee Football Club              | Dundee     |
| Dundee United Football Club       | Dundee     |
| Falkirk Football Club             | Falkirk    |
| Heart of Midlothian Football Club | Édimbourg  |
| Hibernian Football Club           | Leith      |
| Motherwell Football Club          | Motherwell |
| Partick Thistle Football Club     | Glasgow    |
| Rangers Football Club             | Glasgow    |
| Saint Johnstone Football Club     | Perth      |

## Compétition

### Classement
Le classement est établi sur le barème de points classique (victoire à 2 points, match nul à 1, défaite à 0).
| Rang | Équipe              | Pts | J  | G  | N  | P  | Bp | Bc | Diff |
| ---- | ------------------- | --- | -- | -- | -- | -- | -- | -- | ---- |
| 1    | Rangers FC T+C      | 73  | 44 | 33 | 7  | 4  | 97 | 35 | +62  |
| 2    | Aberdeen FC         | 64  | 44 | 27 | 10 | 7  | 87 | 36 | +51  |
| 3    | Celtic FC           | 60  | 44 | 24 | 12 | 8  | 68 | 41 | +27  |
| 4    | Dundee United       | 47  | 44 | 19 | 9  | 16 | 56 | 49 | +7   |
| 5    | Heart of Midlothian | 44  | 44 | 15 | 14 | 15 | 46 | 51 | -5   |
| 6    | Saint Johnstone     | 40  | 44 | 10 | 20 | 14 | 52 | 66 | -14  |
| 7    | Hibernian FC        | 37  | 44 | 10 | 13 | 19 | 54 | 64 | -10  |
| 8    | Motherwell FC       | 36  | 44 | 10 | 13 | 20 | 46 | 62 | -16  |
| 9    | Partick Thistle FC  | 35  | 44 | 12 | 12 | 20 | 50 | 71 | -21  |
| 10   | Dundee FC           | 34  | 44 | 11 | 12 | 21 | 48 | 68 | -20  |
| 11   | Falkirk FC          | 29  | 44 | 11 | 7  | 26 | 60 | 86 | -26  |
| 12   | Airdrieonians       | 29  | 44 | 6  | 17 | 21 | 35 | 70 | -35  |

| Légende : Qualifications et relégations | Légende : Qualifications et relégations                                        |
| --------------------------------------- | ------------------------------------------------------------------------------ |
|                                         | Ligue des champions 1993-1994                                                  |
|                                         | Coupe d'Europe des vainqueurs de coupe 1993-1994                               |
|                                         | Coupe UEFA 1993-1994                                                           |
|                                         | Relégation en deuxième division                                                |
|                                         | T : Tenant du titre C : Vainqueurs de la Coupe d'Écosse de football P : Promus |

## Bilan de la saison
| Tableau d'honneur                |            |
| Compétition                      | Vainqueur  |
| Championnat d'Écosse de football | Rangers FC |
| Coupe d'Écosse de football       | Rangers FC |

| Promotions et relégations |                             |
| Promus                    | Raith Rovers Kilmarnock FC. |
| Relégués                  | Falkirk FC Airdrieonians    |

## Meilleurs buteurs

### Classement des buteurs
Le tableau ci-dessous reprend les 3 meilleurs buteurs du championnat.
| #  | Pays | Joueur         | Club                  | Buts | Matches joués |
| -- | ---- | -------------- | --------------------- | ---- | ------------- |
| 1. |      | Ally McCoist   | Rangers Football Club | 34   | 34            |
| 2  |      | Mark Hateley   | Rangers Football Club | 21   |               |
| =. |      | Duncan Shearer | Aberdeen FC           | 21   |               |